# Der Menschenfresser (Film)
Der Menschenfresser ist ein deutscher Kinofilm aus dem Jahre 1994. Es ist der Debütfilm von Otto Alexander Jahrreiss, den er selbst als eine filmische Parabel über die Angst bezeichnet hat.

## Handlung
Eine Schriftstellerin sitzt in einem Zug und arbeitet an einem Roman. Ein Mann steigt zu, der sie sofort fasziniert. Als die beiden schließlich allein im Abteil sind, verwickelt sie den Mann in ein Gespräch und versucht, seinen Beruf anhand seiner äußeren Merkmale zu erraten. Mit ernster Miene behauptet der Mann, ein Menschenfresser zu sein. Sie reagiert amüsiert und entschließt, die makabre Situation mit Humor zu nehmen und den vermeintlichen „Menschenfresser“ als harmlosen Spinner zu entlarven und in ihren Roman, an dem sie während der Zugfahrt arbeitet, zu integrieren. In diesem geht es um eine Kommissarin, die das Verschwinden mehrerer Bewohner einer Kleinstadt aufklären soll.
Je länger die Reise im Zug durch die Nacht dauert, desto mehr schwindet das Selbstvertrauen der Autorin. Die anfängliche Koketterie mit dem delikaten Thema verwandelt sich zunehmend in Misstrauen und Unsicherheit. Der Mann gegenüber, der immer ungenierter seine Neigung darlegt, versetzt sie schließlich in Angst. Noch immer fasziniert von ihrem Gegenüber weiß sie nicht mehr, was sie glauben soll, die anfängliche Irritation weicht blanker Angst. Sie beschließt, nicht in ihr Abteil zurückzukehren, sondern sucht den Speisewagen auf, in dem der „Menschenfresser“ bereits auf sie wartet. Ist sie das nächste Opfer? Die Autorin flüchtet sich in die Fiktion ihres Romans und identifiziert sich nun vollkommen mit ihrem Alter Ego. Die Grenzen zwischen Wirklichkeit und Fiktion lösen sich auf und führen zu einem Ende, in dem die Phantasie die Realität auf fatale Weise überholt.

## Hintergrund
Der Menschfresser war Otto Alexander Jahrreiss’ erster Film.
Der vom ZDF, Studio Babelsberg und Jass Film produzierte Film wurde am 28. Januar 1994 auf dem Max Ophüls Festival uraufgeführt. Die Fernsehpremiere war am 5. August 1996 auf Arte.

## Kritik
- Für Le Figaro sei die Produktion „[w]ie ein verschollener Film von Roman Polanski.“ (Le Figaro)[4]
- Die TV Spielfilm bemerkte, dass der „Regie-Debütant Jahrreiss [...] einen ganzen Haufen drastischer Brocken“ serviere und vermutet, dass wohl „[m]anchem Zuschauer [...] das sicher im Halse stecken“ bleibe.[1]
- Das Lexikon des Internationalen Films urteilt, der Film sei „[e]in makaber-hintersinniges Spiel mit Realitätsebenen.“[3]